# Julia Minesci
Julia Minesci (Santa Fe, 12 de diciembre de 1956) es una actriz de cine y televisión estadounidense, reconocida principalmente por su papel como Wendy en los seriados Breaking Bad y Better Call Saul.

## Biografía
Minesci logró reconocimiento principalmente por interpretar a Wendy, una prostituta que aparece en la primera, segunda y tercera temporada de la reconocida serie de televisión dramática Breaking Bad. En el 2012 protagonizó la película Me & My Deadbeat Husband, dirigida por Deirdre Morales y protagonizada por Minesci, Jessica Jade Barry, Ray Bouchard y Christopher Harden.
En 2022 interpretó nuevamente el personaje de Wendy en el seriado Better Call Saul.

## Filmografía

### Cine y televisión
- 2022 - Better Call Saul - Wendy
- 2020 - Interrogation - Trish Pine
- 2012 - Me & My Deadbeat Husband - Blair
- 2010 - Breaking Bad: Original Minisodes - Wendy
- 2008-2010 - Breaking Bad - Wendy